# Thomas Mun
Thomas Mun (17. června 1571 Londýn – 21. července 1641 Londýn) byl anglický spisovatel zaměřující se na ekonomii, který jako první stanovil teorii rovnováhy trhu. V Anglii do veřejného povědomí vstoupil během ekonomické krize v roce 1620.
V té době mnoho lidí obviňovalo Britskou Východoindickou společnost za ekonomický pokles, protože společnost financovala svůj obchod exportováním 30 000 liber v neraženém zlatě či stříbře při každé plavbě. Ve svém díle A Discourse of Trade, from England unto the East Indies (1621) poukazoval na to, že do té doby, co celkový vývoz překračoval celkový dovoz viditelného obchodu, export cenných kovů nebyl škodlivý. Vysvětluje, že peníze vydělané na prodeji reexportovaného východoindického zboží překročily množství exportovaných cenných kovů, pomocí kterých bylo toto zboží zaplaceno. V té době to bylo v jeho vlastním zájmu, neboť byl spojen s Britskou Východoindickou společností a v roce 1622 byl jmenován do stálé komise obchodu.
Byl jedním z prvních merkantilistů, někdy dokonce jmenován jako zakladatel. Věřil, že státní zásoby zlata jsou hlavním měřítkem jeho bohatství a že vlády by měli regulovat obchod a směřovat tím k překročení importu exportem ve jménu získání více zlata. Později ekonomové, Adamem Smithem počínaje, ukázali, že obchod je samoregulující a že vlády, jejichž zájmem je hromadit zlato nebo jiné tvrdé měny, tím budou své země naopak stavět do méně výhodné pozice. Další vývoj jeho myšlenek se objevil v díle: England’s Treasure by Forraign Trade, knize, která byla publikovaná až v roce 1664, desítky let po jeho smrti.

## Život
Narodil se jako vnuk rytce mincí a syn obchodníka s látkami. Svého otce ztratil velmi brzy, a tak byl vychován nevlastním otcem, bohatým východoindickým obchodníkem. Po vyučení v obchodě nevlastního otce, se stal zámořským obchodníkem v Levantě. Když mu bylo 41 let, oženil se s Ursulou Malcottovou s níž měl tři děti (John, Mary a Ann). Několik let poté, co se usadil v Londýně, byl zvolen do čela Britské Východoindické společnosti. Na začátku 20. let 17. století se postavil na obranu společnosti proti restrikcím obhajovaných Thomasem Millesem (1550–1627) a Gerardem de Malynes (1585–1641), které byly krátce předtím převzaty rozhořčeným anglickým parlamentem. Jeho obrana byla poprvé vyjádřena v traktátu vydaném roku 1621 (A Discourse of Trade, from England unto the East Indies), a dále rozšířena a zveřejněna před svoláním parlamentu v roce 1628, což vedlo k jeho vrcholnému dílu Englands’s Treasure by Forraign Trade napsaném v roce 1630, ale vydaném až posmrtně v roce 1664 jeho synem Johnem Munem.
Zemřel v Londýně 11. července 1641 ve svých 70 letech.

## Myšlenky
Jakožto bývalý zkušený obchodník napsal knihu England’s Treasure by Foreign Trade or The Balance of our Foreign Trade is the Rule of our Treasure (1664). Kniha obsahovala několik pravidel pro zbohatnutí a udržení obohatství státu (Anglie), stala se nejslavnějším textem o principech merkantilismu.

## Prosazoval
- zúrodnění neúrodných oblastí a jejich následné využití na pěstování konopí, tabáku a lnu
- snížení spotřeby dovážených surovin kvůli zvýšení bilance vývozu
- zhodnotit potřeby sousedních států anglie a výrobky, které potřebují dovážet, zdražit. Naopak na ostatních trzích být raději levnější, než ztratit odbyt
- převážet zboží jen anglickými loděmi kvůli poplatkům za dopravu, pojištění atd.
- využívání všech domácích zdrojů
- vyvážet pouze hotové výrobky, ne suroviny
- Anglie by měla být obchodním centrem, přísun peněz za dopravu a clo
- Obchod se vzdálenějšími zeměmi je pro zemi nejvýhodnější
- Export peněz by měl být povolený i když nejsou součástí obchodu, „peníze plodí obchod a obchod množí peníze“
- Vývozní cla na výrobky vyrobené z dovezených surovin by měla být zrušená
- Vysoká vývozní cla na domácí výrobky by měla být zrušená
- Anglie by měla být soběstačná, dokud to jde
- Podporoval průmysl, vzhlížel k pracovitým Nizozemcům a neschvaloval zahálčivost Angličanů
- Nechtěl úplný zákaz dovozu výrobků, kdyby Angličané nepoužívali cizí výrobky, kdo by používal jejich
- Rozšíření úvěrů[3]

## Přínos ekonomii
Je mnohdy považován za zakladatele směru, který je označován jako merkantilismus neboli směr hospodářské politiky, který klade důraz zejména na maximalizaci ekonomického vývozu (exportu) daného státu do jiných ekonomik. Je také považován za první buržoazní ekonomickou teorii, jejíž vznik se datuje na přelom 16. a 17. století v západní Evropě. Podle něho byl zahraniční obchod tím nejlepším způsobem, jak zvýšit bohatství státu. K tomu, aby stát zbohatnul hrál v jeho teorii klíčovou roli vývoz, který musí převyšovat dovoz. Všechny ostatní ukazatele hospodářské politiky jsou sekundární.
| „                             | We must sell more to strangers yearly than we consume of theirs in value | “ |
| — Poklad zahraničního obchodu |                                                                          |   |

Tímto citátem se snažil naznačit, že je potřeba, aby roční prodej cizím státům přesáhl roční konzum z těchto států (aby vývoz převyšoval dovoz). Jestliže byla tato podmínka splněna, pak měl stát prosperovat a bohatnout.
Byl autorem několika kritérií, které měly Anglii k této pozitivní bilanci pomoci:
- Zboží, které lze vyrobit na domácím trhu, nesmí být dováženo.
- Snížení poptávky po luxusním dováženém zboží tím, že se Angličané zaměří pouze na domácí produkty a přijmou je jako náhradu luxusního zboží z jiných zemí.
- Snížení vývozního cla na zboží vyrobené na domácím trhu pro zahraniční trhy.
- Pokud nemají ostatní státy alternativy vůči domácím produktům z Anglie, měla by Anglie za svůj vývoz účtovat více peněz.
- Zlepšení zemědělské produkce a snížení množství potřebných dovozů ze zahraničí.
- Přeprava by měla být uskutečňována výhradně po anglických plavidlech.

#### Obchodní bilance podle T. Muna
Pokud vývozy země převyšují její dovozy, stát vykazuje příznivou obchodní bilanci (obchodní přebytek). Naopak, pokud dovoz převyšuje vývoz, vzniká nepříznivá obchodní bilance (obchodní deficit).
Podle ekonomické teorie merkantilismu, byla příznivá obchodní bilance nezbytným prostředkem pro financování nákupu zahraničního zboží.
Kladné obchodní bilance mělo být dosaženo zavedením kolonií, které by kupovaly produkty mateřské země a vyvážely suroviny (zejména drahé kovy), které byly považovány za nezbytný zdroj bohatství a moci státu.

#### Kritika merkantilismu
Předpoklady merkantilismu byly zpochybněny klasickou ekonomickou teorií, která vznikla na konci 18. století, kdy filozofové a ekonomové, jako např. Adam Smith, tvrdili, že volný obchod je výhodnější než protekcionistické tendence merkantilismu. Tudíž není potřeba, aby  země udržovala rovnoměrnou výměnu nebo se snažila získat příznivou obchodní (nebo platební) bilanci.
Kritikové merkantilismu poukazují na fakt, že narůstající přebytek státu může ve skutečnosti představovat nevyužité zdroje, které by jinak mohly přispívat k bohatství země, pokud by byly nasměrovány na nákup nebo výrobu zboží či služeb.
Dále poukazují na to, že přebytek nahromaděný zemí (nebo skupinou zemí), může mít potenciál vyvolat náhlé a nerovnoměrné změny v ekonomikách zemí, ve kterých se přebytek nakonec utratí.
Obecně platí, že rozvojové země (pokud nemají monopol na životně důležitou komoditu) mají potíže s udržováním přebytků. To znamená, že za hotové zboží, které dovážejí, musí platit relativně vyšší ceny, ale za vývoz surovin (potřebných k výrobě daného zboží) nebo nedokončeného zboží dostávají relativně nižší ceny.